# Mezinárodní florbalová federace

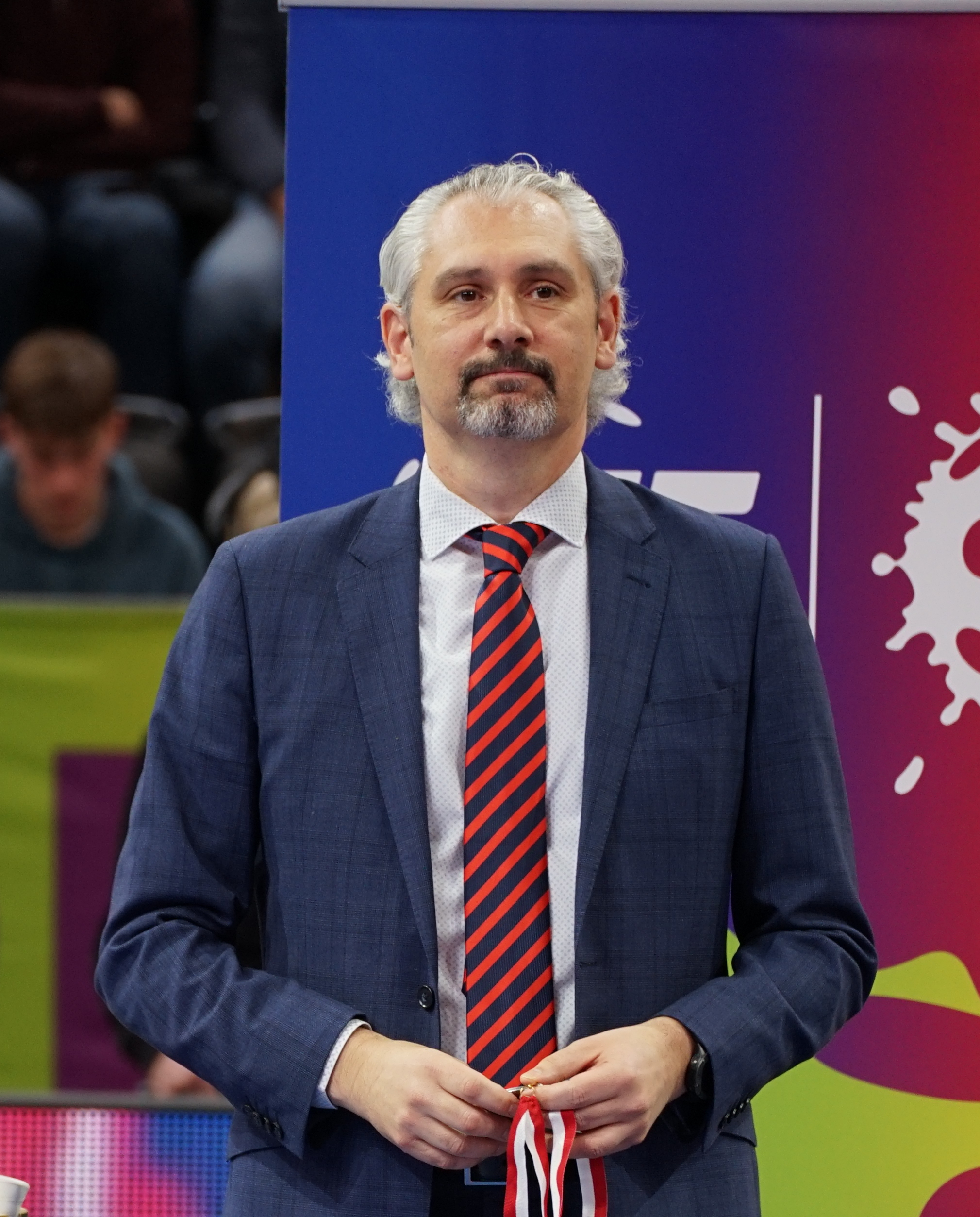
Prezident federace Filip Šuman na Mistrovství světa 2022

Mezinárodní florbalová federace (IFF, anglicky International Floorball Federation) je sportovní organizace, která sdružuje florbalové svazy jednotlivých zemí. Byla založena v roce 1986 ve švédské Huskvarně. První kongres IFF se konal v roce 1992 ve švýcarském Curychu.
Federace se stala členem Globální asociace mezinárodních sportovních federací (GAISF) v roce 2000, Asociace MOV uznaných mezinárodních sportovních federací (ARISF) v roce 2008 a Mezinárodní asociace Světových her (IWGA) v roce 2013. Sídlí ve finských Helsinkách.
Celkově IFF sdružuje celkem 80 členských států (45 stálých a 35 prozatímních). Zakládajícími členy byly Švédsko, Finsko a Švýcarsko. Nejnovějším členem je Benin, který byl přijat v roce 2024. Česko zastupuje organizace Český florbal, která je členem od roku 1993. Prezidentem IFF je bývalý předseda Českého florbalu, Filip Šuman.
První vrcholná akce pořádaná Mezinárodní florbalovou federací byl v roce 1993 Pohár Mistrů Evropských Zemí (European Cup), který se od té doby pořádá každoročně, dnes pod názvem Pohár mistrů (Champions Cup) a zúčastňují se ho nejlepší týmy národních florbalových soutěží.
První mužské Mistrovství Evropy ve florbale bylo odehráno v roce 1994 ve Finsku. O rok později byl turnaj kvůli účasti Japonska přejmenován na Open European Championships a jeho součástí bylo i první ženské mistrovství. V roce 1996 byl turnaj nahrazen Mistrovstvím světa ve florbale, které je pro muže pořádáno v sudých letech a pro ženy v lichých. V roce 2001 se uskutečnilo první Mistrovství světa juniorů. Mistrovství světa juniorek vzniklo v roce 2004.
Kromě toho pořádala IFF i Akademické mistrovství světa ve florbale, jehož první ročník se uskutečnil v roce 2002 ve Švédsku.

## Členské země

Mapa členských zemí IFF.
Stálí členové
Prozatímní členové

### Stálé
| Země                   | Založeno | Přijetí |
| ---------------------- | -------- | ------- |
| Austrálie              | 1996     | 1996    |
| Belgie                 | 1995     | 1995    |
| Bělorusko              | 2009     | 2009    |
| Brazílie               | 1998     | 1999    |
| Česko                  | 1992     | 1993    |
| Čína                   | 2016     | 2019    |
| Dánsko                 | 1989     | 1991    |
| Estonsko               | 1993     | 1994    |
| Filipíny               | 2011     | 2011    |
| Finsko                 | 1985     | 1986    |
| Francie                | 2002     | 2003    |
| Gruzie                 | 2002     | 2002    |
| Indie                  | 2001     | 2002    |
| Indonésie              | 2009     | 2009    |
| Írán                   | 2008     | 2009    |
| Island                 | 2005     | 2005    |
| Itálie                 | 2000     | 2001    |
| Izrael                 | 2007     | 2007    |
| Jamajka                |          | 2007    |
| Japonsko               | 1983     | 1994    |
| Jižní Korea            | 2004     | 2005    |
| Kanada                 | 2001     | 2001    |
| Lichtenštejnsko        | 1987     | 2005    |
| Lotyšsko               | 1993     | 1994    |
| Maďarsko1              | 1989     | 1992    |
| Malajsie               | 2001     | 2002    |
| Německo                | 1992     | 1994    |
| Nizozemsko             | 1999     | 1999    |
| Norsko                 | 1991     | 1992    |
| Nový Zéland            | 2009     | 2009    |
| Pobřeží slonoviny      | 2014     | 2015    |
| Polsko                 | 1995     | 1999    |
| Rakousko               | 1996     | 1997    |
| Rusko                  | 1992     | 1993    |
| Singapur               | 1995     | 1995    |
| Slovensko              | 1998     | 1999    |
| Slovinsko              | 2000     | 2001    |
| Spojené království     | 1995     | 2009    |
| Spojené státy americké | 2001     | 2001    |
| Srbsko                 | 2007     | 2007    |
| Španělsko              | 1998     | 2001    |
| Švédsko                | 1981     | 1986    |
| Švýcarsko              | 1985     | 1986    |
| Thajsko                | 2007     | 2007    |
| Ukrajina               | 2004     | 2005    |

- 1 Založeno 1989, v roce 1997 reorganizováno do nové asociace

### Prozatímní
| Země                    | Založeno | Přijetí |
| ----------------------- | -------- | ------- |
| Argentina               | 2007     | 2007    |
| Arménie                 | 1999     | 2006    |
| Benin                   | 2024     | 2024    |
| Burkina Faso            | 2018     | 2018    |
| Haiti                   | 2014     | 2016    |
| Hongkong                |          | 2016    |
| Chorvatsko              | 2017     | 2018    |
| Irsko                   |          | 2007    |
| Jižní Afrika            | 2013     |         |
| Kamerun                 | 2013     |         |
| Kazachstán              | 2013     | 2022    |
| Keňa                    | 2016     | 2017    |
| Kiribati                | 2019     | 2019    |
| Kolumbie                | 2021     | 2021    |
| Kuvajt                  | 2019     | 2019    |
| Litva                   | 2010     | 2010    |
| Macao                   | 2019     | 2022    |
| Malta                   | 2015     | 2015    |
| Mexiko                  | 2023     | 2023    |
| Moldavsko               | 2007     | 2007    |
| Mongolsko               | 2005     | 2006    |
| Mosambik                | 2012     | 2012    |
| Nigérie                 |          | 2017    |
| Pákistán                | 2003     | 2004    |
| Portugalsko             | 2007     | 2007    |
| Rumunsko                | 2008     | 2008    |
| Rwanda                  |          | 2018    |
| Sierra Leone            | 2008     | 2008    |
| Somálsko                |          | 2016    |
| Středoafrická republika | 2018     | 2019    |
| Šalomounovy ostrovy     | 2022     | 2023    |
| Togo                    | 2018     | 2019    |
| Turecko                 | 2004     | 2008    |
| Uganda                  | 2015     | 2016    |
| Venezuela               | 2016     | 2017    |

Zdroj:

## Prezidenti IFF
| Jméno          | Roky         |
| -------------- | ------------ |
| András Czitrom | 1986 – 1992  |
| Pekka Mukkala  | 1992 – 1996  |
| Tomas Eriksson | 1996 – 2024  |
| Filip Šuman    | 2024 – dosud |